# Амалия Елизавета Ганау-Мюнценбергская
Амалия Елизавета Ганау-Мюнценбергская (нем. Amalie Elisabeth von Hanau-Münzenberg; 29 января 1602, Ханау — 8 августа 1651, Кассель) — дочь графа Филиппа Людвига II Ганау-Мюнценбергского, невеста чешского магната Альбрехта Яна Смиржицкого. После смерти жениха вышла за Вильгельма Гессен-Кассельского, ставшего ландграфом в 1627 году. В 1637—1650 годах была регентом Гессен-Касселя при несовершеннолетнем сыне Вильгельме VI.

## Биография
Амалия Елизавета родилась в 1602 году в семье графа Филиппа Людвига II Ганау-Мюнценбергского и его супруги Катарины Бельгики Оранской-Нассау. Судя по её деятельности в ландграфстве Гессен-Кассель, она получила отличное образование. По примеру родителей Амалия Елизавета воспитывалась в строго реформатском духе, впитав лучшие традиции кальвинистского благочестия и необычайную стойкость характера, столь сильно восхищавшую в ней современников. Мать Амалии Елизаветы — дочь Вильгельма I Оранского, возглавившего борьбу за независимость Нидерландов от Габсбургов в XVI веке. Через многочисленных братьев и сестёр матери Амалия Елизавета состояла в родственных связях со многими правящими домами Европы, в том числе с пфальцскими реформатами Виттельсбахами из Гейдельберга, где она некоторое время росла у своей тётки курфюрстины Луизы Юлианы Оранской-Нассау, супруги курфюрста Пфальца Фридриха IV Пфальцского. После смерти отца в 1612 году она вернулась в Ганау, а затем продолжительное время жила у своей родни в Нидерландах.
В 1617 году при ганауском дворе появился Альбрехт Ян Смиржицкий (1594—1618) и просил руки Амалии Елизаветы. Поскольку это предложение оказалось неожиданным, а положение богемских дворян в Ганау не было однозначным, жених вызвал замешательство. Но помолвка состоялась: Альбрехт состоял во главе богемских сословий, был реформатом и одним из самых богатых землевладельцев Богемии. Альбрехт был одним из шести богемских дворян, выкинувших имперского наместника в Праге из окна, что послужило началом Тридцатилетней войны. Он также рассматривался кандидатом на богемский престол. Альбрехт умер рано, ещё до лишения власти «зимнего короля», курфюрста Фридриха V Пфальцского. Среди его наследников разгорелся конфликт, который фактически завершился конфискацией имущества вернувшимися к власти Габсбургами.
В 1619 году Амалия Елизавета вышла замуж за будущего ландграфа Гессен-Касселя Вильгельма V, пришедшего к власти после отречения его отца Морица в 1627 году.
В Тридцатилетней войне Вильгельм встал на сторону протестантов. После победы имперских и испанских войск над Швецией в битве при Нёрдлингене в 1634 году он лишился своего самого могущественного союзника. Вильгельм был одним из трёх правителей, отказавшихся подписать Пражский мир 1635 года. Вильгельм V объединился с Францией. Участвуя в войне, 13 июня 1636 года он осадил и освободил от имперских войск город Ганау, но впоследствии потерпел поражение от имперских войск и был вынужден удалиться в свои владения в Восточной Фризии. Амалия Елизавета и Вильгельм были вынуждены оставить в Касселе трёх своих маленьких дочерей Амелию, Шарлотту и Елизавету, с которыми Амалия Елизавета увиделась лишь спустя три года. Вильгельм V умер в изгнании в Лере в 36 лет. В своём завещании регентом при несовершеннолетнем сыне Вильгельме VI он назначил свою супругу Амалию Елизавету, в распоряжении которой находилась хорошая армия, которую удалось сохранить во Фризии. До совершеннолетия сына Вильгельма в 1650 году регент Гессен-Касселя Амалия Елизавета проявила себя умелой и энергичной правительницей. Несмотря на сложное положение, сложившееся к 1637 году, ей удалось не только сохранить ландграфство для своего сына, но и консолидировать его. Так, она заставила присягнуть новому ландграфу размещавшиеся в Восточной Фризии войска, добилась признания своего регентства от остававшегося в Касселе правительства вопреки претензиям ландграфа Гессен-Дармштадта Георга II. Настойчивая защита ею наследственных прав сына вызывала восхищение всей протестантской Европы, величавшей княгиню «новой Пентесилеей».
Амалия Елизавета продолжила союзническую политику своего мужа с Францией. Заключив перемирие с императором, она тем не менее приняла союзнические предложения от кардинала Ришельё и герцога Бернхарда Саксен-Веймарского в 1639 и 1640 годах, тем самым нарушив договорённости, достигнутые с императором. Благодаря её умелой политике в заключении союзов Гессен-Кассель вновь занял лидирующие позиции в лагере немецких протестантов. Она также вернулась к конфликту со своей роднёй из Гессен-Дармштадта за Верхний Гессен и доказала недействительность договора, заключённого в 1627 году. 6 марта 1645 года кассельские войска выдвинулись в Верхний Гессен. Началась Гессенская война, в которой армия ландграфа Георга II уступила опытным захватчикам.
Мирный договор, заключённый между двумя частями Гессена в 1648 году, был подтверждён Вестфальским договором. Гессен-Кассель получил четверть Верхнего Гессена с Марбургом. При поддержке Швеции и Франции Гессен-Кассель единственным из германских государств получил по Вестфальскому миру полмиллиона талеров в качестве компенсации за своё войско численностью в 20 тысяч человек. К Гессен-Касселю также отошли Херсфельдское аббатство и часть графства Шаумбург. Амалия Елизавета также выступила на мирных переговорах одной из движущих сил в придании равного юридического статуса реформатству наряду с лютеранством и католицизмом.
Амалия Елизавета потребовала от графов Ганау возмещения расходов на освобождение города Ганау от осады в 1636 году. Поскольку у Ганау таких средств не было, стороны договорились о залоговой уступке ганауского амта Шварценфельс и бывшего Наумбургского монастыря. После угасания линии графов Ганау-Мюнценберга в 1642 году ландграфиня Амалия Елизавета поддержала их наследников графов Ганау-Лихтенберга и добилась подписания наследного договора, согласно которому в случае угасания Ганау-Лихтенбергов графство Ганау-Мюнценберг отойдёт Гессен-Касселю, что и произошло в 1736 году.
Напряжение, связанное с войной, и продолжительные нагрузки не прошли даром для здоровья ландграфини. В 1648 году она пережила первые серьёзные проблемы со здоровьем. 20 сентября 1650 года она передала власть сыну Вильгельму VI. Последний год жизни Амалии Елизаветы был омрачён несчастливым браком её дочери Шарлотты с пфальцским курфюрстом Карлом I Людвигом. Обессилевшая ландграфиня вернулась из поездки к дочери в Гейдельберг и умерла спустя четыре недели в Касселе. Её похоронили в кассельской церкви Святого Мартина.

## Потомки
- Агнесса (1620—1626)
- Мориц (1621)
- Елизавета (1623—1624)
- Вильгельм (1625—1626)
- Амелия (1626—1693), замужем за Анри Шарлем Тремуйлем
- Шарлотта (1627—1686), замужем за курфюрстом Карлом I Людвигом Пфальцским, развод в 1657, мать Лизелотты Пфальцской
- Вильгельм VI (1629—1663), женат на маркграфине Гедвиге Софии Бранденбургской
- Филипп (1630—1638)
- Адольф (1631—1632)
- Карл (1633—1635)
- Елизавета (1634—1688), аббатиса Херфордского монастыря
- мертворождённый ребёнок (1635)
- Луиза (1636—1638)
- мертворождённый ребёнок (1637)